# Imatra (vodopád)

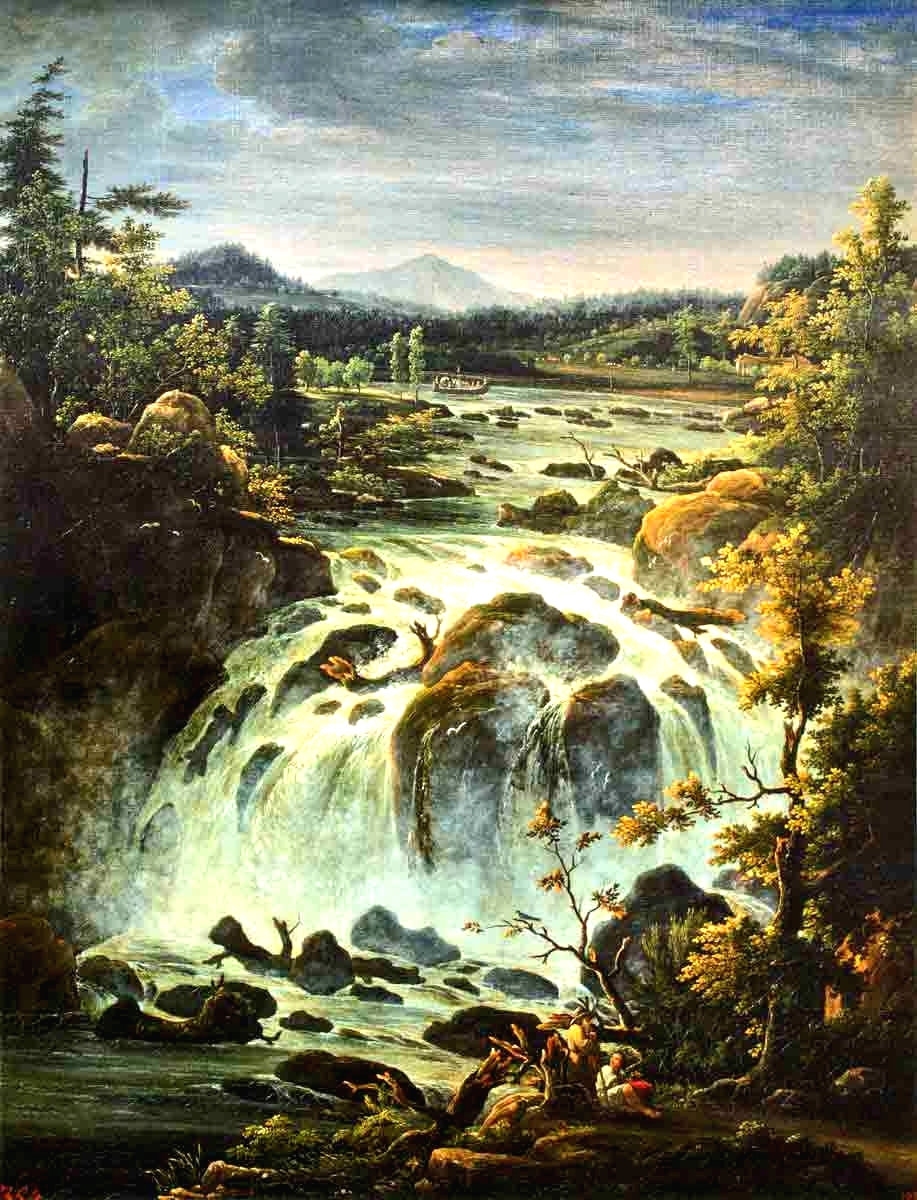
Vodopád Imatra na obrazu Fjodora Matvějeva (1819)

Imatra (finsky Imatrankoski) je vodopád nacházející se na jihovýchodě Finska na řece Vuokse. Její tok na zhruba 500 metrech délky překoná 18 metrů výškového rozdílu, který v současnosti představuje hráz vodní elektrárny, vybudované v roce 1929. Pouze pro výjimečné příležitosti se otevírá vodní vpust a řeka se vrací do přírodního koryta s kaskádami. Šumění původního vodopádu bylo slyšet až 11 kilometrů daleko.
Vodopád se nachází nedaleko města Imatra a je pro zdejší průmyslový kraj jedním z největších turistických lákadel. Pro cestování a odpočinek je oblíbený už od časů ruské carevny Kateřiny Veliké, která místo navštívila v roce 1772. V roce 1903 byl přímo u vodopádu vybudován luxusní secesní Státní hotel, do kterého zajížděla smetánka z Petrohradu.
Turistická sezóna zde trvá od poloviny června do poloviny srpna, v jejím průběhu se pravidelně každých 20 minut pouští voda do peřejí přírodního koryta. Součástí představení bývají reprodukovaná hudba finského národního skladatele Jeana Sibelia nebo i světelné efekty.

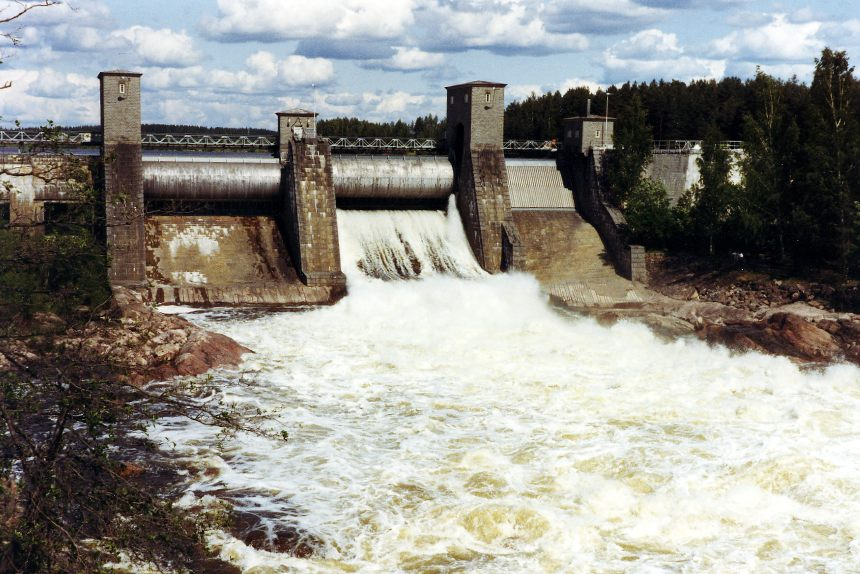
Přehrada elektrárny Imatra